# Rudo
Rudo (in serbo, alfabeto cirillico: Рудо) è un comune della Repubblica Serba di Bosnia ed Erzegovina di con 8.834 abitanti al censimento 2013.
Il comune è al confine tra Bosnia ed Erzegovina e Serbia, la località di Međurečje è un'exclave bosniaca circondata da territorio serbo.

## Località
Il comune è formato dall'insieme delle seguenti località:
| - Arbanasi - Arsići - Bare - Bijelo Brdo - Biševići - Bjelugovina - Bjelušine - Bjeljevine - Blizna - Boranovići - Bovan - Božovići - Budalice - Cvrkote - Čavdari | - Danilovići - Dolovi - Donja Rijeka - Donja Strmica - Donje Cikote - Donji Ravanci - Dorići - Dubac - Dugovječ - Džihanići - Gaočići - Gojava - Gornja Rijeka - Gornja Strmica - Gornje Cikote | - Gornji Ravanci - Grabovik - Grivin - Janjići - Knjeginja - Kosovići - Kovači - Kula - Ljutava - Međurečje - Mikavice - Mioče - Misajlovina - Mokronozi - Mrsovo | - Nikolići - Obrvena - Omačina - Omarine - Oputnica - Orah - Oskoruša - Past - Pazalje - Peljevići - Petačine - Plema - Pohare - Polimlje - Popov Do | - Prebidoli - Pribišići - Prijevorac - Radoželje - Rakovići - Ravne Njive - Resići - Rudo - Rupavci - Setihovo - Sokolovići - Stankovača - Staro Rudo - Strgači - Strgačina | - Šahdani - Štrpci - Trbosilje - Trnavci - Trnavci kod Rudog - Ustibar - Uvac - Vagan - Viti Grab - Zagrađe - Zarbovina - Zlatari - Zubač - Zubanj |